# Abraham Genoels II

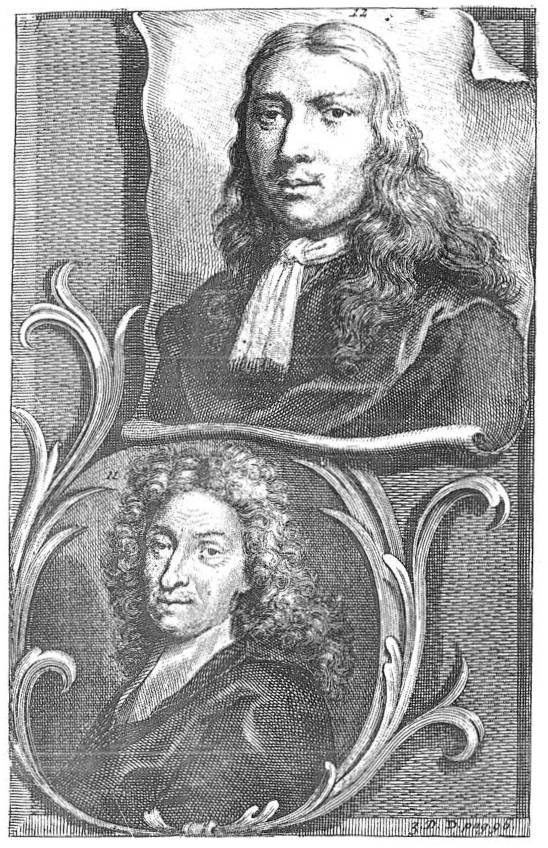
Abraham Genoels (links onder) in Arnold Houbrakens De groote schouburgh.

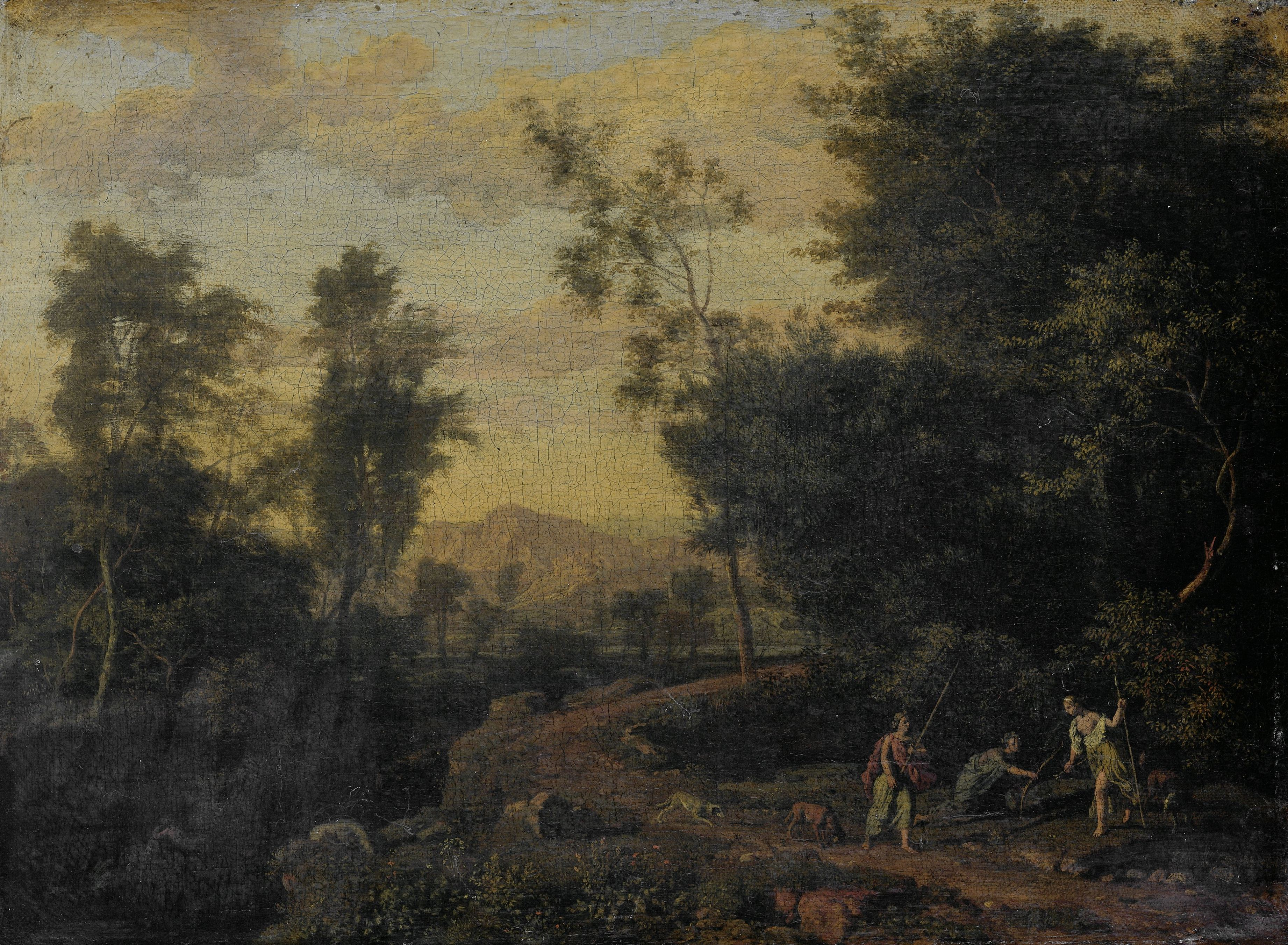
Landschap met Diana op jacht. 1670-1723. Amsterdam, Rijksmuseum Amsterdam.

Abraham Genoels of Abraham Genoels II (naamsvariant: Abraham Genouil en bijnaam: Archimedes) (Antwerpen, 1640 - aldaar, 1723) was een Brabants kunstschilder uit de baroktijd die een gedeelte van zijn carrière in Parijs en Rome actief was en vooral bekendheid genoot voor zijn landschappen.

## Levensloop
Zijn vader was Peeter Genoels, niet de Antwerpse schilder Abraham Genoels I. Hij werd opgeleid door Jacob Backereel in Antwerpen tot zijn elfde en daarna door Nicolaas Maerten Fierlants in 's-Hertogenbosch.  Fierlants was gespecialiseerd in het schilderen van perspectief. Hij reisde naar Parijs in 1659 na een reis door het noorden van Nederland.
In Parijs werd hij met de hulp van zijn neef Laurent Francken assistent van de Franse academicus Gilbert de Sève, in wiens atelier hij de achtergrondlandschappen schilderde in kartons voor wandtapijten. Genoels werkte ook aan een reeks schilderijen voor het kasteel van Chantilly voor de prinses van Condé en aan een opdracht van de Engelse ambassadeur in Frankrijk.  De Sève stelde hem voor aan de Franse hofschilder Charles Le Brun, die hem uitnodigde om te werken bij de Gobelin tapijtweverij, waarvan Le Brun toen de directeur was. Le Brun stelde Genoels ook voor als lid van de Académie Royale de Peinture et de Sculpture (Koninklijke Academie voor Beeldhouw- en Schilderkunst), waar hij werd ‘aanvaard’ op 4 januari 1665. Genoels werd Le Bruns assistent in de uitvoering van vele koninklijke commissies, zoals de cyclus van vijf schilderijen over de geschiedenis van Alexander de Grote waarvoor hij de achtergrondlandschappen schilderde.  In 1669-1670 werd hij door Lodewijk XIV naar Marimont-lès-Bénestroff (Moezel) gestuurd om het koninklijk kasteel te schetsen.  Deze schetsen dienden later als de basis van kartons voor wandtapijten.

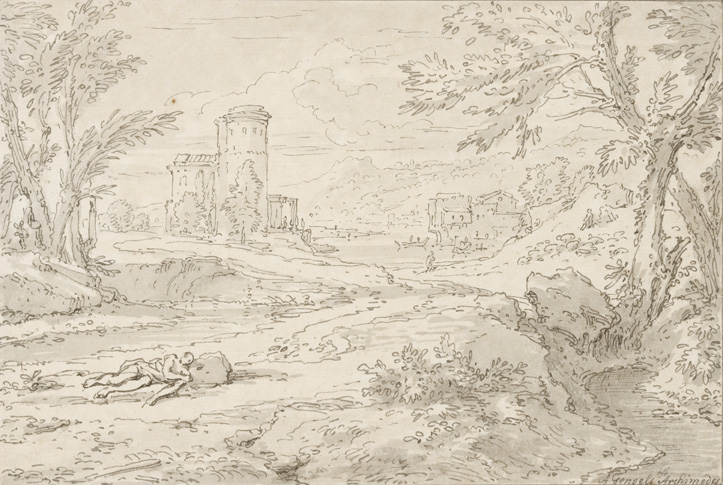
Arcadisch landschap

In 1672 keerde Genoels naar Antwerpen terug waar hij meester werd in het Sint-Lucasgilde.  Voor de raadkamer van het gilde schilderde hij een groot academisch werk, Minerva en de muzen in een landschap (nu in het Koninklijk Museum voor Schone Kunsten in Antwerpen). Hij ontving ook een belangrijke opdracht van de Conde de Monterrey, de landvoogd van de Zuidelijke Nederlanden voor een reeks kartons voor wandtapijten.
In 1674 vertrok hij samen met een gezelschap onder leiding van Marselis Liberechts, naar Rome.  Andere reisgenoten waren onder meer Peeter Verbrugghen II, Frans Moens uit Middelburg en Albert Clouwet. Na een uitgebreide reis arriveerden ze in  Rome. Hier werd Genoels lid van de Bentvueghels, een vereniging van voornamelijk Nederlandse en Vlaamse kunstenaars werkzaam in Rome. In dit ongedwongen en drinkgrage genootschap bestond de gewoonte elkaar te voorzien van een aansprekende bijnaam, de zogenaamde 'bentnaam'.  Zijn bentnaam was 'Archimedes' vanwege zijn kennis van perspectief en wiskunde.  Hij hield zich tijdens zijn acht jaar in Rome vooral bezig met werkschetsen.  Hij schilderde er ook een portret en twee landschappen (nu verloren gegaan) voor kardinaal Jacopo Rospigliosi.
In 1682 ondernam hij de terugkeer naar Antwerpen via Frankrijk.  Hij werd er opnieuw lid van het Sint-Lucasgilde. Hij begon een gratis en zeer populaire cursus over architectonische geometrie en perspectief tekenen.  Hij onderwees de volgende leerlingen: Peeter Beethoven (1689-1690), Gillis Bisschop (1692-1693) en Ferdinandus Goffine (1694-1695).
Genoels genoot erg veel succes hetgeen onder meer blijkt uit het feit dat de vroege biograaf Arnold Houbraken in zijn biografische schetsen van kunstenaars uit de Nederlanden wel 10 pagina's aan hem wijdt.  Hij stierf dan ook een rijk man.

## Werk
Geen enkele van de belangrijke opdrachten van Genoels hebben overleefd. De weinige schilderijen die bewaard zijn gebleven (bijvoorbeeld in Antwerpen, Amsterdam, Brunswick en Montpellier) zijn klassiek gestructureerd landschappen, vaak gebaseerd op werken van Nicolas Poussin. De menselijke figuren hebben een zekere academische bevalligheid maar zijn nogal karakterloos.
Zijn landschapstekeningen en etsen zijn over het algemeen van betere kwaliteit. Genoels' vroegste gedateerde etsen, meestal landschappen met enkele menselijke figuren, stammen ook uit zijn Romeinse periode. Volgens Houbraken had Genoels het etsen in Frankrijk geleerd van Girard Audran, die etsen maakte naar Le Bruns Alexandercyclus. De composities van de etsen en tekeningen zijn meer gestructureerd en bevatten vaak ook Italianiserende architectuur en kleine, schetsmatige figuren. De tekeningen tonen vastberadenheid en zijn vloeiend in uitvoering.